# Славин, Лазарь Моисеевич
Лазарь Моисеевич Славин (укр. Лазар Мойсейович Славін) (11 июня 1906, Витебск, нынешняя Белоруссия — 30 ноября 1971, Киев, Украинская ССР) — советский и украинский историк и археолог, доктор исторических наук, член-корреспондент АН УССР.

## Биография
В 1926 г. окончил обучение в Ленинградском университете. С 1929 по 1938 г. работал в Институте истории материальной культуры АН СССР. На протяжении 1939—1941 и 1944—1945 являлся директором, а в 1938 и 1946—1951 гг. заместителем директора Института археологии АН УССР. С 1939 г. является член-корреспондентом АН УССР. В 1940 г. вступил в ВКП(б). С 1939 по 1945 г. также был учёным секретарём отделения общественных дисциплин АН УССР.
На протяжении 1945—1970 гг. был заведующим кафедры археологии и музееведения Киевского университета. С 1949 года входил в состав редакционной коллегии серии Археологічні пам'ятки УРСР. В 1970—1971 гг. был назначен заведующим отделением античной археологии Института археологии АН УССР.
Основным научным интересом было исследование Ольвийского археологического памятника. С 1936 г. и до самой смерти был руководителем археологических экспедиций в Ольвию. Помимо этого занимался изучением античных памятников Северного Причерноморья и древней историей Украины.

## Основные научные работы
- Славін Л. М. Ольвія (укр.). — К., 1938.
- Славин Л. М. Археологические исследования Украинской Академии наук за 25 лет // КСИИМК. — М.—Л.: Изд-во АН СССР, 1946. — Вып. XIII. — С. 81—88.
- Славин Л. М. Древний город Ольвия. — К., 1951.
- Славин Л. М. Периодизация исторического развития Ольвии // Проблемы истории Северного Причерноморья в античную эпоху. — М., 1959.
- Славін Л. М. Археологічне вивчення рідного краю (укр.). — К., 1960.
- Славин Л. М. Основные этапы изучения Ольвии // Записки Одесского археологического общества. — 1960. — Т. 1.
- Славин Л. М. Здесь был город Ольвия. — К., 1967.

## Награды и премии
- орден «Знак Почёта» (01.10.1944)
- Государственная премия Украинской ССР (1977, посмертно) — как соавтор трёхтомного издания «Археологія Української РСР» (1971—1975)